# Against the Current
Against the Current ist eine US-amerikanische Pop-/Rock-Band aus Poughkeepsie, New York, die im Jahr 2011 gegründet wurde. Die Band besteht aus der Leadsängerin Christina „Chrissy“ Costanza, Gitarrist und Backgroundsänger Daniel „Dan“ Gow und dem Schlagzeuger William „Will“ Ferri. Die Band ist vor allem durch ihren YouTube-Kanal mit dem Namen Against the Current bekannt geworden, der derzeit über zwei Millionen Abonnenten und über 400 Millionen Aufrufe hat.

## Geschichte
Against the Current gründete am 6. August 2011 ihren YouTube-Kanal, das erste öffentlich abrufbare Video stammt vom 14. Juli 2012. Dabei handelt es sich um das erste Original der Band, das auf den Namen Thinking hört. In der nächsten Zeit erlangte die Band aber hauptsächlich Aufmerksamkeit durch Cover-Versionen mit etablierten YouTube-Musikern, wie Alex Goot, Sam Tsui und Kurt Hugo Schneider. Ab 2014 publizierten sie regelmäßig selbstständige Werke, sowohl Cover-Versionen als auch Originale. Das Cover von „Red“ (ursprünglich von Taylor Swift) stach mit mehr als 41 Millionen Abrufen besonders hervor.
Nachdem sie am 27. Mai 2014 ihre erste EP Infinity herausgebracht hatte, ging die Band im August auf eine Südostasien- und Australien-Tour zusammen mit Alex Goot. Die EP Gravity folgte am 17. Februar 2015, während der erste Song als Vorgeschmack bereits im November 2014 auf ihrem YouTube-Kanal veröffentlicht worden war. Im Frühjahr 2015 tourte sie gemeinsam mit der Band „Set It Off“ durch die USA. Im Zeitraum vom 26. August 2015 bis zum 21. November 2015 startete Against the Current ihre erste Welttournee, die in Asien begann, in Europa weiterging und in den Vereinigten Staaten endete. Die Band gab am 4. April 2015 auf YouTube bekannt, dass sie beim Label Fueled by Ramen unter Vertrag steht. Talk aus der EP Gravity erreichte den ersten Platz als Song des Jahres 2015 im Kerrang-Magazin.
Am 15. September 2017 gab die Firma Riot Games bekannt, den Song Legends Never Die als offiziellen Titelsong für die League-of-Legends-Weltmeisterschaft 2017 zu verwenden.
Im Frühjahr 2018 war Against the Current Vorband für Fall Out Boy während ihrer Europa-Tour, gemeinsam mit dem New Yorker Duo Maxhellskitchen. Vom 15. September 2018 bis zum 11. Oktober 2018 tourte sie anlässlich ihres zweiten Albums Past Lives, welches am 28. September 2018 erschien, durch Europa. Im Jahr 2019 trat Against the Current außerdem bei Rock am Ring auf.
Am 22. Oktober 2020 erschien das Live Music Video zu „Voices“. Der Song „That Won‘t Save Us“ wurde am 28. Oktober 2020 veröffentlicht. Am 10. März 2021 folgte die 2. Auskopplung der „Fever“-EP namens „Weapon“. Am 23. März 2021 erschien der Song „Again & Again“, in welchem die Band den Musiker Guardin gefeaturt hat. Am 23. Juni 2021 gab die Band auf ihren Social-Media-Plattformen bekannt, dass am 23. Juli 2021 ihre EP „Fever“ mit sieben Songs erscheint. Am Erscheinungstag der EP wurde die „Fever Tour“ sowie das Musikvideo zur Single „Jump“ angekündigt. Am 10. Januar 2022 erschien die Single „Wildfire“ in Kooperation mit der europäischen League-of-Legends-Liga „LEC“. Im Zeitraum zwischen 31. März 2022 und 23. April 2022 tourte die Band im Rahmen der “The Fever Tour Part 1” durch das Vereinigte Königreich und Europa. Im August gab die Band bekannt, nicht mehr bei dem Plattenlabel Fueled by Ramen unter Vertrag zu stehen. Am 2. Dezember 2022 erschien ihre Single „Blindfolded“. Vom 12. Dezember 2022 bis 19. Dezember tourte die Band im Rahmen der “ The Fever Tour Part 2” erneut durch Europa und das Vereinigte Königreich. Am 24. Januar 2023 kündigte die Band ihre Welttournee “ Nightmares and Daydreams” an, welche durch Amerika, Australien, Asien und Europa führen wird.

## Diskografie

### Alben
| Jahr | Titel Musiklabel             | Höchstplatzierung, Gesamtwochen, AuszeichnungChartplatzierungen (Jahr, Titel, Musiklabel, Platzierungen, Wochen, Auszeichnungen, Anmerkungen) | Höchstplatzierung, Gesamtwochen, AuszeichnungChartplatzierungen (Jahr, Titel, Musiklabel, Platzierungen, Wochen, Auszeichnungen, Anmerkungen) | Höchstplatzierung, Gesamtwochen, AuszeichnungChartplatzierungen (Jahr, Titel, Musiklabel, Platzierungen, Wochen, Auszeichnungen, Anmerkungen) | Höchstplatzierung, Gesamtwochen, AuszeichnungChartplatzierungen (Jahr, Titel, Musiklabel, Platzierungen, Wochen, Auszeichnungen, Anmerkungen) | Höchstplatzierung, Gesamtwochen, AuszeichnungChartplatzierungen (Jahr, Titel, Musiklabel, Platzierungen, Wochen, Auszeichnungen, Anmerkungen) | Anmerkungen                              |
| Jahr | Titel Musiklabel             | DE | AT | CH | UK | US | Anmerkungen                              |
| ---- | ---------------------------- | --- | --- | --- | --- | --- | ---------------------------------------- |
| 2016 | In Our Bones Fueled by Ramen | DE56 (1 Wo.)DE | AT56 (1 Wo.)AT | CH60 (1 Wo.)CH | UK28 (1 Wo.)UK | US181 (1 Wo.)US | Erstveröffentlichung: 20. Mai 2016       |
| 2018 | Past Lives Fueled by Ramen   | — | — | — | UK86 (1 Wo.)UK | — | Erstveröffentlichung: 28. September 2018 |

### EPs
- 2014: Infinity[8]
- 2014: Infinity (The Acoustic Sessions)[9]
- 2015: Gravity[10]
- 2021: Fever[11]

### Singles
- 2015: Outsiders[12]
- 2017: Legends Never Die[13] (US: Gold)
- 2018: Almost Forgot[14]
- 2018: Strangers Again[14]
- 2018: Personal[5]
- 2020: That Won't Save Us[15]
- 2021: Weapon[16]
- 2021: Again & Again (feat. Guardin)[17]
- 2022: Wildfire (LEC Version, feat. LEC)[18]
- 2022: Teenagers[19]
- 2022: Blindfolded[20]
- 2023: Good Guy[21]
- 2023: Silent Stranger

## Auszeichnungen für Musikverkäufe
| Goldene Schallplatte - Dänemark - 2024: für die Single Legends Never Die - Italien - 2024: für die Single Legends Never Die - Spanien - 2024: für die Single Legends Never Die |

Anmerkung: Auszeichnungen in Ländern aus den Charttabellen bzw. Chartboxen sind in ebendiesen zu finden.
| Land/RegionAuszeichnungen für Musikverkäufe (Land/Region, Auszeichnungen, Verkäufe, Quellen) | Gold     | Platin | Verkäufe | Quellen             |
| -------------------------------------------------------------------------------------------- | -------- | ------ | -------- | ------------------- |
| Dänemark (IFPI)                                                                              | Gold1    | —      | 45.000   | ifpi.dk             |
| Italien (FIMI)                                                                               | Gold1    | —      | 50.000   | fimi.it             |
| Spanien (Promusicae)                                                                         | Gold1    | —      | 30.000   | elportaldemusica.es |
| Vereinigte Staaten (RIAA)                                                                    | Gold1    | —      | 500.000  | riaa.com            |
| Insgesamt                                                                                    | 4× Gold4 | —      |          |                     |